# Русальо
Русальо́ (кат. Rosselló) - муніципалітет, розташований в Автономній області Каталонія, в Іспанії. Код муніципалітету за номенклатурою Інституту статистики Каталонії - 251898. Знаходиться у районі (кумарці) Саґрія (коди району - 33 та SI) провінції Лєйда, згідно з новою адміністративною реформою перебуватиме у складі Західної баґарії (округи). 

## Назва муніципалітету
За аналогією з історичним районом (кумаркою) Русільйоном, місто Русальо вимовляється по різному у різних діалектах каталанської мови : літературною каталанською [rusə'ʎo], у північнокаталанському діалекті [rusə'ʎu] або [rusi'ʎu], у валенсійському діалекті [rose'ʎo].

## Населення
Населення міста (у 2007 р.) становить 2.611 осіб (з них менше 14 років - 17,3%, від 15 до 64 - 68,2%, понад 65 років - 14,5%). У 2006 р. народжуваність склала 35 осіб, смертність - 27 осіб, зареєстровано 12 шлюбів. У 2001 р. активне населення становило 882 особи, з них безробітних - 53 особи.

Серед осіб, які проживали на території міста у 2001 р., 1.505 народилися в Каталонії (з них 1.309 осіб у тому самому районі, або кумарці), 344 особи приїхали з інших областей Іспанії, а 53 особи приїхали з-за кордону. 

Університетську освіту має 9,7% усього населення. 

У 2001 р. нараховувалося 614 домогосподарств (з них 12,9% складалися з однієї особи, 26,9% з двох осіб,23,9% з 3 осіб, 22,3% з 4 осіб, 8,6% з 5 осіб, 3,1% з 6 осіб, 1,3% з 7 осіб, 0,3% з 8 осіб і 0,7% з 9 і більше осіб).

Активне населення міста у 2001 р. працювало у таких сферах діяльності : у сільському господарстві - 7,2%, у промисловості - 26,4%, на будівництві - 16,2% і у сфері обслуговування - 50,2%. 

 У муніципалітеті або у власному районі (кумарці) працює 635 осіб, поза районом - 468 осіб.

### Безробіття
У 2007 р. нараховувалося 69 безробітних (у 2006 р. - 55 безробітних), з них чоловіки становили 33,3%, а жінки - 66,7%.

## Економіка

### Підприємства міста

#### Промислові підприємства
| \| Промислові підприємства міста, за сферою діяльності \| Промислові підприємства міста, за сферою діяльності \| Промислові підприємства міста, за сферою діяльності \| \| Рік \| 2002 р. \| 2001 р. \| \| --------------------------------------------------- \| --------------------------------------------------- \| --------------------------------------------------- \| \| Енергетичні та водні ресурси \| 9,1% \| 9,5% \| \| Хімія та метали \| 13,6% \| 9,5% \| \| Переробка металів \| 31,8% \| 33,3% \| \| Продукти харчування \| 4,5% \| 4,8% \| \| Текстиль \| 13,6% \| 14,3% \| \| Виробництво меблів, видання \| 27,3% \| 28,6% \| \| Інше \| 0% \| 0% \| \| Усього підприємств \| 22 \| 21 \| |         |         |
| Промислові підприємства міста, за сферою діяльності |         |         |
| Рік | 2002 р. | 2001 р. |
| Енергетичні та водні ресурси | 9,1%    | 9,5%    |
| Хімія та метали | 13,6%   | 9,5%    |
| Переробка металів | 31,8%   | 33,3%   |
| Продукти харчування | 4,5%    | 4,8%    |
| Текстиль | 13,6%   | 14,3%   |
| Виробництво меблів, видання | 27,3%   | 28,6%   |
| Інше | 0%      | 0%      |
| Усього підприємств | 22      | 21      |

#### Роздрібна торгівля
| \| Підприємства роздрібної торгівлі міста, за сферою діяльності \| Підприємства роздрібної торгівлі міста, за сферою діяльності \| Підприємства роздрібної торгівлі міста, за сферою діяльності \| \| Рік \| 2002 р. \| 2001 р. \| \| ------------------------------------------------------------ \| ------------------------------------------------------------ \| ------------------------------------------------------------ \| \| Продукти харчування \| 45,5% \| 50% \| \| Одяг та взуття \| 9,1% \| 13,6% \| \| Товари для дому \| 4,5% \| 4,5% \| \| Книги та періодичні видання \| 0% \| 0% \| \| Промислова хімічна продукція \| 13,6% \| 13,6% \| \| Продукція, пов'язана з транспортними засобами \| 4,5% \| 4,5% \| \| Інше \| 22,7% \| 13,6% \| \| Усього підприємств \| 22 \| 22 \| |         |         |
| Підприємства роздрібної торгівлі міста, за сферою діяльності |         |         |
| Рік | 2002 р. | 2001 р. |
| Продукти харчування | 45,5%   | 50%     |
| Одяг та взуття | 9,1%    | 13,6%   |
| Товари для дому | 4,5%    | 4,5%    |
| Книги та періодичні видання | 0%      | 0%      |
| Промислова хімічна продукція | 13,6%   | 13,6%   |
| Продукція, пов'язана з транспортними засобами | 4,5%    | 4,5%    |
| Інше | 22,7%   | 13,6%   |
| Усього підприємств | 22      | 22      |

#### Сфера послуг
| \| Підприємства міста, що працюють у сфері послуг, за діяльністю \| Підприємства міста, що працюють у сфері послуг, за діяльністю \| Підприємства міста, що працюють у сфері послуг, за діяльністю \| \| Рік \| 2002 р. \| 2001 р. \| \| ------------------------------------------------------------- \| ------------------------------------------------------------- \| ------------------------------------------------------------- \| \| Гуртова торгівля \| 9,4% \| 8,5% \| \| Готелі та готельний бізнес \| 10,9% \| 11,9% \| \| Транспорт та зв'язок \| 15,6% \| 18,6% \| \| Посередницькі фінансові послуги \| 9,4% \| 8,5% \| \| Послуги підприємствам \| 4,7% \| 5,1% \| \| Послуги фізичним особам \| 35,9% \| 39% \| \| Нерухомість та ін. \| 14,1% \| 8,5% \| \| Усього підприємств \| 64 \| 59 \| |         |         |
| Підприємства міста, що працюють у сфері послуг, за діяльністю |         |         |
| Рік | 2002 р. | 2001 р. |
| Гуртова торгівля | 9,4%    | 8,5%    |
| Готелі та готельний бізнес | 10,9%   | 11,9%   |
| Транспорт та зв'язок | 15,6%   | 18,6%   |
| Посередницькі фінансові послуги | 9,4%    | 8,5%    |
| Послуги підприємствам | 4,7%    | 5,1%    |
| Послуги фізичним особам | 35,9%   | 39%     |
| Нерухомість та ін. | 14,1%   | 8,5%    |
| Усього підприємств | 64      | 59      |

## Житловий фонд
У 2001 р. 2,3% усіх родин (домогосподарств) мали житло метражем до 59 м2, 20,2% - від 60 до 89 м2, 50,5% - від 90 до 119 м2 і
27% - понад 120 м2.

З усіх будівель у 2001 р. 65,2% було одноповерховими, 27,6% - двоповерховими, 6,6
% - триповерховими, 0,5% - чотириповерховими, 0% - п'ятиповерховими, 0% - шестиповерховими,
0% - семиповерховими, 0% - з вісьмома та більше поверхами.

## Автопарк
| \| Автомобілі, зареєстровані у місті, за призначенням \| Автомобілі, зареєстровані у місті, за призначенням \| Автомобілі, зареєстровані у місті, за призначенням \| \| Рік \| 2006 р. \| 2005 р. \| \| -------------------------------------------------- \| -------------------------------------------------- \| -------------------------------------------------- \| \| Приватні автомобілі \| 68,8% \| 68,4% \| \| Мотоцикли \| 8,2% \| 7,3% \| \| Вантажівки \| 16,1% \| 17,5% \| \| Трактори \| 1,9% \| 2,2% \| \| Автобуси та ін. \| 4,9% \| 4,6% \| \| Усього автомобілів \| 1.741 шт. \| 1.625 шт. \| |           |           |
| Автомобілі, зареєстровані у місті, за призначенням |           |           |
| Рік | 2006 р.   | 2005 р.   |
| Приватні автомобілі | 68,8%     | 68,4%     |
| Мотоцикли | 8,2%      | 7,3%      |
| Вантажівки | 16,1%     | 17,5%     |
| Трактори | 1,9%      | 2,2%      |
| Автобуси та ін. | 4,9%      | 4,6%      |
| Усього автомобілів | 1.741 шт. | 1.625 шт. |

## Вживання каталанської мови
У 2001 р. каталанську мову у місті розуміли 98,1% усього населення (у 1996 р. - 98,8%), вміли говорити нею 88,2% (у 1996 р. - 
88,6%), вміли читати 77,8% (у 1996 р. - 82,2%), вміли писати 51
% (у 1996 р. - 49,3%). Не розуміли каталанської мови 1,9%.

## Політичні уподобання
У виборах до Парламенту Каталонії у 2006 р. взяло участь 973 особи (у 2003 р. - 990 осіб). Голоси за політичні сили розподілилися таким чином:
| \| Вибори до Парламенту Каталонії \| Вибори до Парламенту Каталонії \| Вибори до Парламенту Каталонії \| \| Рік \| 2006 р. \| 2003 р. \| \| -------------------------------------- \| ------------------------------ \| ------------------------------ \| \| Конвергенція та Єднання (CiU) \| 37,2% \| 43% \| \| Соціалістична партія Каталонії (PSC) \| 23,1% \| 20,2% \| \| Народна партія (PP) \| 7,1% \| 5,9% \| \| Ініціатива за зелену Каталонію (IC) \| 7,2% \| 4,8% \| \| Республіканська лівиця Каталонії (ERC) \| 23,1% \| 25,6% \| \| Громадянська партія (C's) \| 1% \| 0% \| \| Інші \| 1,2% \| 0,5% \| |         |         |
| Вибори до Парламенту Каталонії |         |         |
| Рік | 2006 р. | 2003 р. |
| Конвергенція та Єднання (CiU) | 37,2%   | 43%     |
| Соціалістична партія Каталонії (PSC) | 23,1%   | 20,2%   |
| Народна партія (PP) | 7,1%    | 5,9%    |
| Ініціатива за зелену Каталонію (IC) | 7,2%    | 4,8%    |
| Республіканська лівиця Каталонії (ERC) | 23,1%   | 25,6%   |
| Громадянська партія (C's) | 1%      | 0%      |
| Інші | 1,2%    | 0,5%    |

У муніципальних виборах у 2007 р. взяло участь 1.168 осіб (у 2003 р. - 1.095 осіб). Голоси за політичні сили розподілилися таким чином:
| \| Муніципальні вибори \| Муніципальні вибори \| Муніципальні вибори \| \| Рік \| 2007 р. \| 2003 р. \| \| -------------------------------------- \| ------------------- \| ------------------- \| \| Конвергенція та Єднання (CiU) \| 25,9% \| 63,7% \| \| Соціалістична партія Каталонії (PSC) \| 15,2% \| 20,2% \| \| Народна партія (PP) \| 1,6% \| 0% \| \| Ініціатива за зелену Каталонію (IC) \| 28,6% \| 0% \| \| Республіканська лівиця Каталонії (ERC) \| 28,7% \| 16,1% \| \| Громадянська партія (C's) \| 0% \| 0% \| \| Інші \| 0% \| 0% \| |         |         |
| Муніципальні вибори |         |         |
| Рік | 2007 р. | 2003 р. |
| Конвергенція та Єднання (CiU) | 25,9%   | 63,7%   |
| Соціалістична партія Каталонії (PSC) | 15,2%   | 20,2%   |
| Народна партія (PP) | 1,6%    | 0%      |
| Ініціатива за зелену Каталонію (IC) | 28,6%   | 0%      |
| Республіканська лівиця Каталонії (ERC) | 28,7%   | 16,1%   |
| Громадянська партія (C's) | 0%      | 0%      |
| Інші | 0%      | 0%      |